# Služba bezpečnosti Ukrajiny
Služba bezpečnosti Ukrajiny (ukrajinsky Служба безпеки України – Služba bezpeky Ukrajiny, zkráceně SBU), je hlavní ukrajinská civilní kontrarozvědka. Dle zákona se jedná o státní orgán zvláštního určení s donucovacími funkcemi, který zajišťuje státní bezpečnost Ukrajiny. Je přímo podřízená prezidentovi Ukrajiny. 
Od 19. července 2022 je jejím šéfem brig. gen. Vasyl Maljuk.

## Historie
SBU vznikla 20. září 1991 transformací z pobočky KGB v Ukrajinské SSR, přičemž si ponechala většinu zaměstnanců. Od roku 1992 má konkurenci, o vnitřní zpravodajskou službu se totiž také stará vojenská rozvědka. V čele Služby bezpečnosti Ukrajiny stál nicméně v letech 2003 – 2005 bývalý voják a dlouholetý člen GRU Ihor Smeško.

## Vedení
- Mykola Mychailovyč Holuško (20. září 1991 – 6. listopadu 1991)
- Jevhen Kyrylovič Marčuk (6. listopadu 1991 – 12. července 1994)
- Valerij Vasyliovyč Malikov (12. července 1994 – 3. července 1995)
- Volodymyr Ivanovič Radčenko (3. července 1995 – 22. dubna 1998)
- Leonid Vasylovič Derkač (22. dubna 1998 – 10. února 2001)
- Volodymyr Ivanovič Radčenko (10. února 2001 – 2. září 2003)
- Ihor Petrovyč Smeško (4. září 2003 – 4. února 2005)
- Oleksandr Valentynovyč Turčynov (4. února 2005 – 8. září 2005)
- Ihor Vasylovyč Drižčany (8. září 2005 – 22. prosince 2006)
- Valentyn Oleksandrovyč Nalyvajčenko (22. prosince 2006 – 11. března 2010)
- Valerij Ivanovyč Choroškovskyj (11. března 2010 – 18. ledna 2012)
- Ihor Oleksandrovyč Kalinin (3. února 2012 – 9. ledna 2013)
- Oleksandr Hryhorovyč Jakymenko (9. ledna 2013 – 24. února 2014)
- Valentyn Oleksandrovyč Nalyvajčenko (24. února 2014 – 18. června 2015)
- Vasyl Serhijovyč Hrycak (2. července 2015 – 29. srpna 2019)
- Ivan Hennadiyovyč Bakanov (29. srpna 2019 – 19. července 2022)
- Vasyl Vasyljovyč Maljuk (od 19. července 2022)

## Zaměstnanci
Personál SBU se skládá z vojáků, civilních zaměstnanců, kteří uzavřeli pracovní smlouvu s Bezpečnostní službou Ukrajiny; stejně jako branců. Příslušníci SBU se dělí na důstojníky, seržanty a poddůstojníky a vojáky. Vojákům jsou udělovány vojenské hodnosti. Na podzim 2014 měla SBU 25 583 zaměstnanců.

## Sídlo úřadu
Sídlo SBU zaujímá celý blok v centru Kyjeva mezi ulicemi Volodymyrska, Irynynska, Patoržynskoho a Malopidvalna.
Tato budova byla postavena v letech 1913–1914 jako zemský úřad. Od r. 1938 byla budova předána orgánům státní bezpečnosti. Sídlilo zde velitelství NKVD SSSR. Během okupace Kyjeva vojsky Třetí říše zde sídlilo oddělení německé tajné státní policie. Po té ukrajinská KGB, až do 25. března 1992, kdy proběhla její transformace na SBU.

## Rozdělení
Hlavní strukturální pododdělení WMU SBU jsou:
- Ústřední nemocnice bezpečnostní služby Ukrajiny
- Centrální poliklinika
- Ústřední vojenská lékařská komise
- Vojenské zdravotnické služby regionálních orgánů Bezpečnostní služby Ukrajiny ve 23 regionech Ukrajiny
- Vojenské zdravotnické služby ve 2 ústředních divizích Bezpečnostní služby Ukrajiny
- Vojenské zdravotnické služby ve vzdělávacích institucích a útvarech Bezpečnostní služby Ukrajiny
- Rehabilitační nemocnice s umístěními ve Vorzelu a Brovarech v Kyjevské oblasti
- Zdravotní tábor "Maják" (Berďansk)
- Sanatorium "Oděsa"
- Sanatorium "Truskavec"
- Dětský zdravotní tábor "Les" (Vorzel)

## Vyznamenání a ocenění

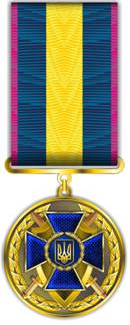
25 let svědomité služby
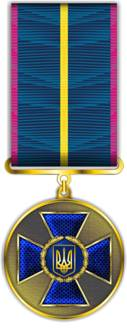
20 let svědomité služby
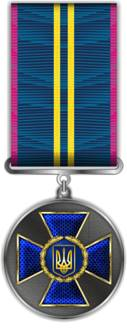
15 let svědomité služby
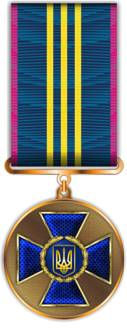
10 let svědomité služby

## Kritika

### Lidská práva
- Ukrajinský helsinský svaz lidských práv považuje Bezpečnostní službu Ukrajiny za hlavního porušovatele lidských práv.
- Amnesty International a Human Rights Watch tvrdí, že SBU nezákonně zadržovala civilisty.
- Existují podezření na nelegální místa mučení kontrolovaná SBU . Na jednom z těchto míst jsou také důkazy o mimosoudních popravách. Podle OSN se úřady zdráhají vyšetřovat obvinění z mučení.[2]

## Zrádci uvnitř služby

### Okupace Krymu
Po ruské okupaci Krymu opustilo poloostrov pouze 10 % (215 z 2 300) důstojníků SBU. "90 % důstojníků SBU byli buď agenti FSB, nebo ti, kteří "sympatizovali s Ruskem", řekl Sergej Pašinskij. Bývalí zaměstnanci SBU, kteří vstoupili do FSB, se přímo podílejí na pronásledování a mučení krymských Tatarů na okupovaném poloostrově, pod záštitou pronásledování muslimských teroristů. Vše je podporováno přímo FSB. 

### Valerij Šajtanov
V dubnu 2020 ukrajinská policie zadržela generálmajora SBU Valerije Šajtanova podezřelého z výzvědné činnosti ve prospěch Ruska a z přípravy teroristických akcí. V srpnu 2023 ho soud shledal vinným z vlastizrady a odsoudil k 12 letům vězení.

## Zajímavosti
Dříve k SBU náleželo speciální oddělení s názvem: Oddělení speciálních telekomunikačních systémů a ochrany informací Bezpečnostní služby Ukrajiny (SBSTI)
Ze kterého vznikla (23. února  2006), statní služba, která má na starosti komunikační bezpečnost s názvem: Státní služba pro speciální komunikaci a ochranu informací Ukrajiny (které řídí ministerstvo infrastruktury).